# Карницкий, Александр Станиславович
Александр Станиславович Карницкий (пол. Aleksander Karnicki, 1869—1942) — российский и польский генерал, герой Первой мировой войны.

## Биография
Родился 30 января 1867 года в Ловиче, происходил из польских дворян города Варшавы. Общее образование получил в Варшавской гимназии.
В военную службу вступил 11 июля 1885 года вольноопределяющимся в 39-й драгунский Нарвский полк. После прохождения курса наук в Тверском кавалерийском училище Карницкий 18 марта 1890 года был произведён в корнеты и вернулся в Нарвский полк. Далее он получил чины поручика (18 марта 1894 года), штабс-ротмистра (15 марта 1896 года) и ротмистра (15 марта 1900 года).
Вскоре он был переведён в Приморский драгунский полк, в рядах которого принимал участие в Китайском походе 1900—1901 годов. За боевые отличия был награждён орденами св. Станислава 3-й степени с мечами и бантом, св. Анны 3-й степени с мечами и бантом, св. Владимира 4-й степени с мечами и бантом (все в 1901 году) и св. Станислава 2-й степени с мечами (в 1902 году).
В 1904—1905 годах Карницкий принимал участие в русско-японской войне, 23 августа 1905 года был произведён в подполковники. За эту кампанию он был награждён орденами св. Анны 2-й степени с мечами (в 1904 году) и св. Анны 4-й степени (в 1905 году, вне старшинства).
7 апреля 1910 года Карницкий был переведён в Отдельный корпус пограничной стражи (ОКПС), служил в Заамурском округе ОКПС, 30 апреля 1910 года произведён в полковники и назначен командиром 2-го пограничного Заамурского конного полка, в 1913 году награждён орденом св. Владимира 3-й степени. Во главе этого полка он встретил начало Первой мировой войны.
28 апреля 1915 года Карницкий отличился в конной атаке в районе Городенки в ходе Заднепровского сражения, в которой австро-венгерские части были выбиты из нескольких линий полевых укреплений и с большим уроном отброшены за реку Прут. За этот подвиг Высочайшим приказом от 30 декабря 1915 года был награждён орденом св. Георгия 4-й степени. 26 марта 1916 года Карницкий был произведён в генерал-майоры (со старшинством от 28 апреля 1915 года).

Вскоре он был назначен командиром 1-й Заамурской конной бригады. Приказом по армии и флоту от 15 июня 1917 года награждён орденом св. Георгия 3-й степени
За то, что в бою 28 июля 1916 г. у д. Нетерпинце, лично командуя вверенным ему 2-м пограничным Заамурским конным полком и видя, что германцы густыми цепями ведут с высот 384 и 374 атаку на левый фланг 135-го пехотного Керчь-Еникальского полка и в образовавшийся прорыв между частями названного полка и 49-го пехотного Брестского, угрожая этим частям и двум выдвинутым вперёд сотням полка быть отрезанными от переправы у д. Нетерпинце, он, невзирая на неравенство сил (около 4 батальонов германской пехоты) с полным самоотвержением внезапно бросился в конную атаку под ураганным артиллерийским и ружейным огнём с оставшимися в его распоряжении 4 сотнями полка, привёл противника в полное расстройство, частью изрубив и частью обратив в бегство, чем оказал самое решительное содействие нашей пехоте, дав возможность заполнить образовавшийся прорыв и прочно закрепить своё положение.
.
С 25 августа 1917 года Карницкий командовал Кавказской кавалерийской дивизией.
После Октябрьской революции Карницкий был заместителем командира 1-го Польского армейского корпуса генерала Довбор-Мусницкого. 27 января 1919 года вступил в польскую армию с чином бригадного генерала. С июля 1919 года по август 1920 года он был командирован на Юг России, где возглавлял польскую военную миссию при Главнокомандующем Вооружённых сил Юга России. По возвращении на родину командовал польской 2-й кавалерийской дивизией на Украине. 4 июня 1920 года произведён в генерал-поручики.
В июле—августе того же года Карницкий командовал 8-й кавалерийской бригадой и отличился в сражении против 1-й Конной армии Будённого.
Вследствие интриг генерала Е. М. Геннинга-Михелиса Карницкий в апреле 1921 года вышел в отставку с производством в дивизионные генералы Войска Польского. Жил в Быдгоще, а в 1939 году был депортирован немцами в Кутно, где и скончался 12 ноября 1942 года. В 1964 году Карницкий был перезахоронен в Быдгоще.
Его старший сын Ежи Карницкий (1905—1930) был военным лётчиком польской армии и погиб в авиакатастрофе, младший сын Борис (1907—1985) во время Второй мировой войны сражался против немцев во Франции и командовал подводной лодкой «Сокол».